# Jembrana buprestioides
Jembrana buprestioides är en insektsart som beskrevs av William Lucas Distant 1908. Jembrana buprestioides ingår i släktet Jembrana och familjen spottstritar. Inga underarter finns listade i Catalogue of Life.